# سير ميكانيكي
السير الميكانيكي عبارة عن جزء متحرك من آلة، وعادة ما يكون عبارة عن حلقة تنزلق بين المواضع المختلفة على قضيب الدعم عندما تمر الآلة عبر دورتها التشغيلية. ويمكن استخدام المصطلح أيضًا للإشارة إلى قضيب الدعم.

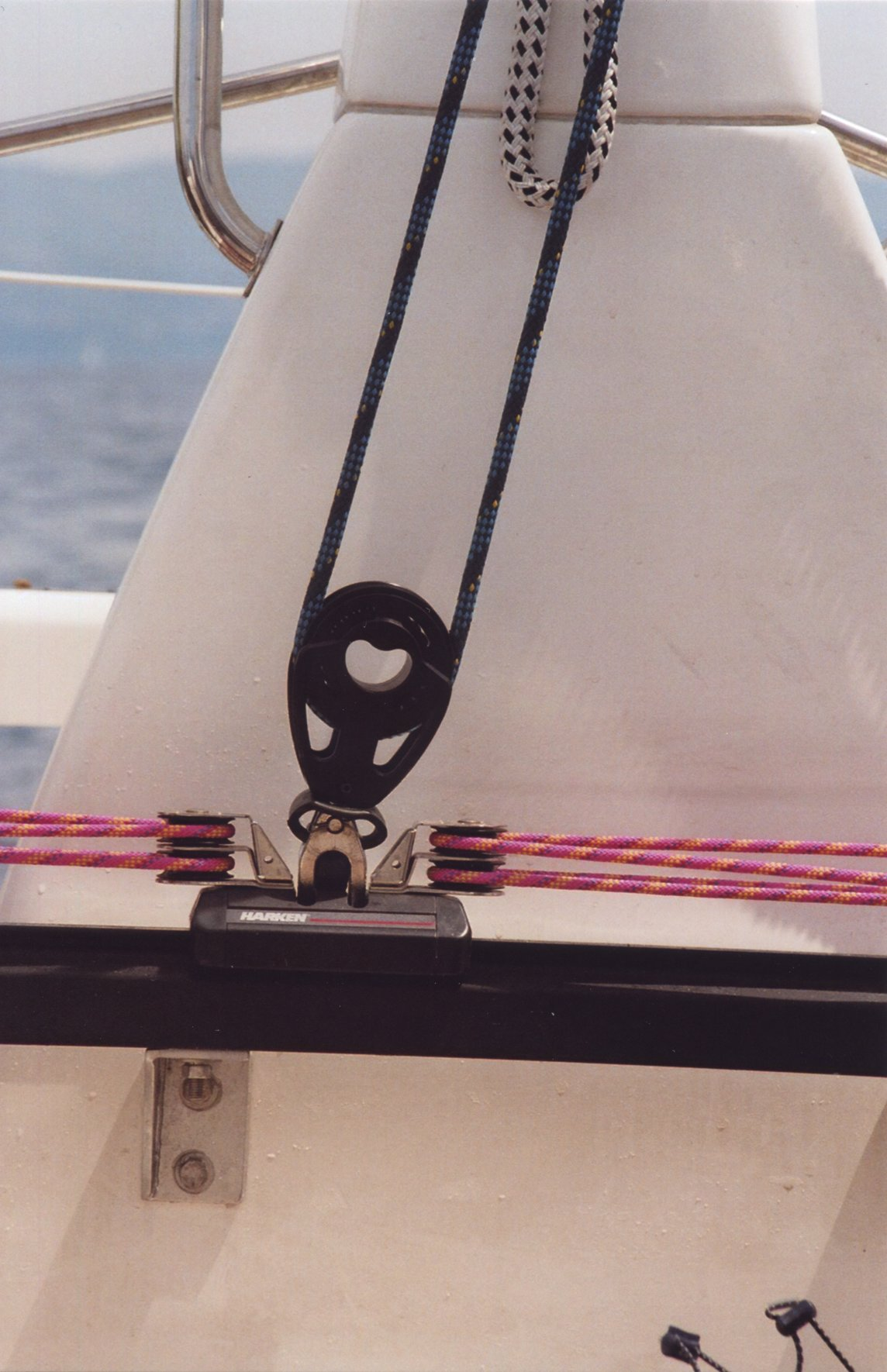
سير مرفاع يخت من طراز بافاريا 42 ماتش. يُستخدم السلك الوردي لنقل الكتلة أفقيًا عن طريق بكرة، وتؤدي الأحبال الرئيسية الزرقاء إلى التقدم.

في عملية الإبحار، يكون السير عبارة عن جهاز ميكانيكي يتم استخدامه لتعديل الموقع حيث يتم توصيل أسلاك للتحكم في الشراع (مثل الأحبال) بالسفينة. تتم عملية التوصيل في كثير من الأحيان عن طريق الكتلة التي يسير السلك من خلالها؛ وقد تتحرك الكتلة على طول السير. ويسمح هذا بالتحكم المستقل في الاتجاه والشد الخاصين بالسلك الذي يمر عن طريق الكتلة، مما يسمح للبحار بوضع الكتلة في الموقع الأمثل لظروف الرياح ووضع الإبحار المطلوب. غالبًا ما يكون هذا السير عبارة عن مسار معدني، يُعلق على سطح القارب. يتم إرفاق الكتلة بـ«عربة»، تشبه إلى حد كبير عربة سكك حديدية مصغرة، حيث يتم وضعها على المسار وتنزلق بالطول في كلا الاتجاهين. وقد يكون السير المثبت على مركب أصغر (مثل المراكب الشراعية «ليزر» الشعبية ذات اليد الواحدة) مجرد سلك متصل بنقطتين على سطح السفينة، تجري بينهما كتلة أخرى. ويمكن تطبيق مصطلح السير أيضًا على الأسلاك المخصصة للتحكم في موقع الكتلة.